# Openbaar Kunstbezit Vlaanderen
Openbaar Kunstbezit Vlaanderen (OKV) is een tweemaandelijks kunsttijdschrift dat tot doel heeft openbaar erfgoed en kunst in Vlaanderen aan een breed publiek kenbaar te maken. In de loop van de jaren is dit tijdschrift aangevuld met regelmatige publicaties van gidsen en boeken, een activiteitenkalender, een website, de OKV-club (een activiteitenprogramma voor leden), Vlaamse Meesters in Situ en de "MuseumPrijs".
Openbaar Kunstbezit Vlaanderen is ontstaan in 1963. In de begintijd had het de vorm van losse bladen die verzameld werden in een linnen band, en werd het begeleid door radio- en televisie-uitzendingen over de betreffende onderwerpen. Het idee voor deze werkwijze kwam van het project Openbaar Kunstbezit van de Nederlandse kunstenaar Jobs Wertheim. In het begin van de jaren tachtig verdwenen de radio- en tv-uitzendingen en werd er overgeschakeld naar een echt tijdschrift. Tegelijkertijd evolueerde de missie van OKV van contact met "de schone kunsten" naar een ontsluiting van alle erfgoed, zowel materieel als immaterieel.
OKV verschijnt zes keer per jaar. Elk tijdschriftnummer centreert zijn inhoud rond een bepaald thema, dat van verschillende kanten belicht wordt, en bevat daarnaast een aantal losse artikels over diverse thema's. Tot 2018 verscheen er bij het tijdschrift ook een uitgebreide tentoonstellingsagenda, tentoonstellingen en musea. 
Sinds 2021 heeft OKV, aanvullend op het magazine, een volwaardige onlineredactie en is het tijdschrift volledig online te lezen. Naast de tweemaandelijkse tijdschriften, verschijnen er online wekelijks nieuwe artikels en reportages. Ook ontsluit de website de voorbije 60 jaargangen. Daarnaast bevat de website een uitgebreide database van musea en tentoonstellingen in Vlaanderen, Brussel en Wallonië. 
Jaarlijks wordt de MuseumPrijs uitgereikt. Deze prijs is ingesteld om dat museum in Vlaanderen, Brussel en Wallonië te belonen voor innovatieve sociaal-artistieke projecten, initiatieven die kwetsbare groepen aan het museumgebeuren laten deelnemen en programma's die kinderen en jongeren enthousiast maken voor kunstbeleving.
De OKV-club nodigt meerdere keren per jaar een beperkt aantal leden uit om tezamen een kunstactiviteit te doen. Meestal is dat een geleid bezoek aan een museum of tentoonstelling waar in het tijdschrift over gesproken wordt.
In 2019 organiseerde OKV samen met Toerisme Vlaanderen 'Vlaamse Meesters in Situ', waarbij 45 kunstwerken van Vlaamse meesters die nog steeds hangen op de plaats waarvoor ze gemaakt werden, werden ontsloten. In 2023 organiseerde OKV samen met Toerisme Vlaanderen 'Vlaamse Meesters op hun plek'.